# Kommunal- og regionsrådsvalg 2009
Det danske kommunal- og regionsvalg 2009 blev afholdt 17. november 2009. Her blev afholdt regionsvalg til landets fem regioner med i alt 205 pladser (41 i hvert regionsråd) og kommunalvalg til landets 98 kommuner med i alt 2468 pladser, hvilket er en reduktion fra 2522 pladser i kommunalbestyrelserne, som blev indvalgt ved det forrige valg i 2005. Antallet af pladser blev reduceret yderligere til i alt 2444 ved det efterfølgende valg i 2013. Valget afholdtes som sædvanlig ifølge valgloven den tredje tirsdag i november. De indvalgte politikere sidder i kommunalbestyrelserne og regionsrådene i valgperioden 1. januar 2010 til 31. december 2013.

## Resultater
Kommunalvalget blev en sejr for SF der landsdækkende gik 7,1 procentpoint frem i forhold til kommunalvalget i 2005. Dansk Folkeparti og De Konservative fik mindre fremgange (hhv. 2,2 og 0,7 procentpoint). Tilbage gik det for Enhedslisten (−0,4 procentpoint), De Radikale (−1,5 procentpoint) og Kristendemokraterne, samt de to store nationale partier Venstre (−2,7 procentpoint) og Socialdemokraterne (−3,6 procentpoint). De to sidstnævnte partier modtog dog stadig godt halvdelen af stemmerne.

### Byrådsmedlemmer
Oversigten viser, hvordan de 2468 valgte byrådsmedlemmer er fordelt på partier og lokale lister i de enkelte kommuner, altså er efterfølgende afhoppere ikke opdateret her.
- Socialdemokraterne: 801
- Venstre: 699
- SF: 340
- Konservative: 262
- Dansk Folkeparti: 186
- Lokallister: 103
- Radikale: 50
- Enhedslisten: 14
- Slesvigsk Parti: 6
- Kristendemokraterne: 6
- Liberal Alliance: 1

## Borgmestre før og efter valget

### Regionsrådsformænd
Regionsrådsformændene tiltrådte 1. januar 2010.
| Region      | Afgående formand       | Parti | Parti | Valgt formand          |
| ----------- | ---------------------- | ----- | ----- | ---------------------- |
| Hovedstaden | Vibeke Storm Rasmussen | A     | A     | Vibeke Storm Rasmussen |
| Midtjylland | Bent Hansen            | A     | A     | Bent Hansen            |
| Nordjylland | Ulla Astman            | A     | A     | Ulla Astman            |
| Sjælland    | Kristian Ebbensgaard   | V     | A     | Steen Bach Nielsen     |
| Syddanmark  | Carl Holst             | V     | V     | Carl Holst             |

### Borgmestre
Borgmestrene tiltrådte 1. januar 2010.
| Kommune           | Afgående borgmester     | Parti | Parti | Valgt borgmester          |
| ----------------- | ----------------------- | ----- | ----- | ------------------------- |
| Albertslund       | Finn Aaberg             | A     | A     | Finn Aaberg               |
| Allerød           | Erik Lund               | C     | C     | Erik Lund                 |
| Assens            | Finn Brunse             | A     | A     | Finn Brunse               |
| Ballerup          | Ove E. Dalsgaard        | A     | A     | Ove E. Dalsgaard          |
| Billund           | Ib Kristensen           | V     | V     | Ib Kristensen             |
| Bornholm          | Bjarne Kristiansen      | L     | A     | Winni Grosbøll            |
| Brøndby           | Ib Terp                 | A     | A     | Ib Terp                   |
| Brønderslev       | Mikael Klitgaard        | V     | A     | Lene Hansen               |
| Dragør            | Allan Holst             | A     | A     | Allan Holst               |
| Egedal            | Svend Kjærgaard Jensen  | L     | V     | Willy Eliasen             |
| Esbjerg           | Johnny Søtrup           | V     | V     | Johnny Søtrup             |
| Fanø              | Erik Nørreby            | V     | V     | Erik Nørreby              |
| Favrskov          | Anders G. Christensen   | V     | A     | Nils Borring              |
| Faxe              | René Tuekær             | L     | A     | Knud Erik Hansen          |
| Fredensborg       | Olav Aaen               | V     | A     | Thomas Lykke Pedersen     |
| Fredericia        | Uffe Steiner Jensen     | A     | V     | Thomas Banke              |
| Frederiksberg     | Jørgen Glenthøj         | C     | C     | Jørgen Glenthøj           |
| Frederikshavn     | Erik Sørensen           | A     | V     | Lars Møller               |
| Frederikssund     | Ole Find Jensen         | A     | A     | Ole Find Jensen           |
| Furesø            | Jesper Bach             | V     | A     | Ole Bondo Christensen     |
| Faaborg-Midtfyn   | Bo Andersen             | V     | A     | Hans Jørgensen            |
| Gentofte          | Hans Toft               | C     | C     | Hans Toft                 |
| Gladsaxe          | Karin Søjberg Holst     | A     | A     | Karin Søjberg Holst       |
| Glostrup          | Søren Enemark           | A     | V     | John Engelhardt           |
| Greve             | Hans Barlach            | C     | C     | Hans Barlach              |
| Gribskov          | Jannich Petersen        | V     | C     | Jan Ferdinandsen          |
| Guldborgsund      | Kaj Petersen            | A     | L     | John Brædder              |
| Haderslev         | Hans Peter Geil         | V     | A     | Jens Chr. Gjesing         |
| Halsnæs           | Helge Friis             | A     | A     | Helge Friis               |
| Hedensted         | Jørn Juhl Nielsen       | A     | V     | Kirsten Terkilsen         |
| Helsingør         | Per Tærsbøl             | C     | V     | Johannes Hecht-Nielsen    |
| Herlev            | Kjeld Hansen            | A     | A     | Kjeld Hansen              |
| Herning           | Lars Krarup             | V     | V     | Lars Krarup               |
| Hillerød          | Kirsten Jensen          | A     | A     | Kirsten Jensen            |
| Hjørring          | Finn Olesen             | A     | A     | Arne Boelt                |
| Holbæk            | Jørn Sørensen           | B     | V     | Søren Kjærsgaard          |
| Holstebro         | Arne Lægaard            | V     | A     | H.C. Østerby              |
| Horsens           | Jan Trøjborg            | A     | A     | Jan Trøjborg              |
| Hvidovre          | Milton Graff Pedersen   | A     | A     | Milton Graff Pedersen     |
| Høje-Taastrup     | Michael Ziegler         | C     | C     | Michael Ziegler           |
| Hørsholm          | Uffe Thorndahl          | UFP   | C     | Morten Slotved            |
| Ikast-Brande      | Carsten Kissmeyer       | V     | V     | Carsten Kissmeyer         |
| Ishøj             | Ole Bjørstorp           | A     | A     | Ole Bjørstorp             |
| Kalundborg        | Kaj Buch Jensen         | A     | V     | Martin Damm               |
| Kerteminde        | Palle Hansborg-Sørensen | A     | L     | Sonja Rasmussen           |
| Kolding           | Per Bødker Andersen     | A     | V     | Jørn Pedersen             |
| København         | Ritt Bjerregaard        | A     | A     | Frank Jensen              |
| Køge              | Marie Stærke            | A     | A     | Marie Stærke              |
| Langeland         | Knud Gether             | L     | V     | Bjarne Nielsen            |
| Lejre             | Flemming Jensen         | V     | F     | Mette Touborg             |
| Lemvig            | Erik Flyvholm           | V     | V     | Erik Flyvholm             |
| Lolland           | Stig Vestergaard        | A     | A     | Stig Vestergaard          |
| Lyngby-Taarbæk    | Rolf Aagaard-Svendsen   | C     | V     | Søren P. Rasmussen        |
| Læsø              | Olav Juul Gaarn Larsen  | V     | L     | Thomas W. Olsen           |
| Mariagerfjord     | Hans Christian Maarup   | V     | V     | Hans Christian Maarup     |
| Middelfart        | Steen Dahlstrøm         | A     | A     | Steen Dahlstrøm           |
| Morsø             | Egon Pleidrup Poulsen   | A     | A     | Lauge Larsen              |
| Norddjurs         | Torben Jensen           | L     | A     | Jan Petersen              |
| Nordfyn           | Bent Dyssemark          | V     | V     | Morten Andersen           |
| Nyborg            | Jørn Terndrup           | V     | A     | Erik Skov Christensen     |
| Næstved           | Henning Jensen          | A     | A     | Henning Jensen            |
| Odense            | Jan Boye                | C     | A     | Anker Boye                |
| Odsherred         | Finn Madsen             | A     | A     | Thomas Adelskov           |
| Randers           | Henning Jensen Nyhuus   | A     | A     | Henning Jensen Nyhuus     |
| Rebild            | Anny Winther            | V     | V     | Anny Winther              |
| Ringkøbing-Skjern | Torben Nørregaard       | V     | V     | Iver Enevoldsen           |
| Ringsted          | Niels Ulrich Hermansen  | V     | V     | Niels Ulrich Hermansen    |
| Roskilde          | Poul Lindor Nielsen     | A     | A     | Poul Lindor Nielsen       |
| Rudersdal         | Erik Fabrin             | V     | V     | Erik Fabrin               |
| Rødovre           | Erik Nielsen            | A     | A     | Erik Nielsen              |
| Samsø             | Carsten Bruun           | V     | C     | Jørn C. Nissen            |
| Silkeborg         | Jens Erik Jørgensen     | C     | A     | Hanne Bæk Olsen           |
| Skanderborg       | Jens Grønlund           | V     | A     | Jørgen Gaarde             |
| Skive             | Flemming Eskildsen      | V     | V     | Flemming Eskildsen        |
| Slagelse          | Lis Tribler             | A     | A     | Lis Tribler               |
| Solrød            | Niels Hörup             | V     | V     | Niels Hörup               |
| Sorø              | Ivan Hansen             | A     | A     | Ivan Hansen               |
| Stevns            | Poul Arne Nielsen       | V     | V     | Poul Arne Nielsen         |
| Struer            | Martin Merrild          | V     | A     | Niels Viggo Lynghøj       |
| Svendborg         | Lars Erik Hornemann     | V     | A     | Curt Sørensen             |
| Syddjurs          | Vilfred Friborg Hansen  | A     | F     | Kirstine Bille            |
| Sønderborg        | Jan Prokopek Jensen     | A     | L     | Aase Nyegaard             |
| Thisted           | Erik Hove Olesen        | A     | V     | Lene Kjelgaard Jensen     |
| Tønder            | Laurids Rudebeck        | V     | V     | Laurids Rudebeck          |
| Tårnby            | Henrik Zimino           | A     | A     | Henrik Zimino             |
| Vallensbæk        | Kurt Hockerup           | C     | C     | Kurt Hockerup             |
| Varde             | Gylling Haahr           | V     | V     | Gylling Haahr             |
| Vejen             | Egon Fræhr              | V     | V     | Egon Fræhr                |
| Vejle             | Leif Skov               | A     | V     | Arne Sigtenbjerggaard     |
| Vesthimmerland    | Jens Styrbæk Lauritzen  | V     | C     | Knud Vældgaard Kristensen |
| Viborg            | Johannes Stensgaard     | A     | C     | Søren Pape Poulsen        |
| Vordingborg       | Henrik Holmer           | A     | A     | Henrik Holmer             |
| Ærø               | Jørgen Otto Jørgensen   | A     | C     | Karsten Landro            |
| Aabenraa          | Tove Larsen             | A     | A     | Tove Larsen               |
| Aalborg           | Henning G. Jensen       | A     | A     | Henning G. Jensen         |
| Aarhus            | Nicolai Wammen          | A     | A     | Nicolai Wammen            |

## Fodnoter
1. ↑  dr.dk/valg(se banner i toppen) Arkiveret 22. november 2009 hos  Wayback Machine